# HD 50337
HD 50337, o V415 Carinae, è una stella binaria di magnitudine 4,42 situata nella costellazione della Carena. Dista 544 anni luce dal sistema solare.

## Osservazione
Si tratta di una stella situata nell'emisfero celeste australe. La sua posizione è fortemente australe e ciò comporta che la stella sia osservabile prevalentemente dall'emisfero sud, dove si presenta circumpolare anche da gran parte delle regioni temperate; dall'emisfero nord la sua visibilità è invece limitata alle regioni temperate inferiori e alla fascia tropicale. La sua magnitudine pari a 4,4 fa sì che possa essere scorta solo con un cielo sufficientemente libero dagli effetti dell'inquinamento luminoso.
Il periodo migliore per la sua osservazione nel cielo serale ricade nei mesi compresi fra dicembre e maggio; nell'emisfero sud è visibile anche all'inizio dell'inverno, grazie alla declinazione australe della stella, mentre nell'emisfero nord può essere osservata limitatamente durante i mesi della tarda estate boreale.

## Caratteristiche fisiche
La stella è una binaria spettroscopica a eclisse formata da una gigante brillante gialla di tipo spettrale G6II. La sua massa è 4,26 volte quella del Sole ed è 500 volte più luminosa del Sole.
La secondaria è una stella bianca di sequenza principale di classe A1V con una massa che è circa il doppio di quella solare. Il periodo orbitale delle due stelle è di 195,26 ed il semiasse maggiore dell'orbita di 150 UA, vale a dire all'incirca 5 volte la distanza che divide Nettuno dal Sole.
Il piano orbitale è inclinato di 82º rispetto a piano del cielo visto dalla Terra così che l'orbita è vista quasi di profilo, quindi si susseguono eclissi parziali quando la luce della secondaria intercetta parte della luce della gigante gialla, causando una diminuzione della luminosità di 0,05 magnitudini.
La magnitudine assoluta combinata del sistema è di -1,73 e la sua velocità radiale positiva indica che la stella si sta allontanando dal sistema solare.